# Jada Pinkett Smith
Jada Koren Pinkett, coniugata Smith (Baltimora, 18 settembre 1971), è un'attrice, cantante e imprenditrice statunitense.
Ha iniziato la sua carriera come attrice nel 1990, con un'apparizione come ospite nella sitcom di breve durata True Colors, e successivamente ha recitato nella serie televisiva A Different World (1991-1993). Ha fatto il suo debutto cinematografico in Menace II Society (1993). La sua svolta è avvenuta al fianco di Eddie Murphy in Il professore matto (1996), e da allora ha recitato in più di 20 film, tra cui Set It Off (1996), Scream 2 (1997), Ali (2001), The Matrix Reloaded (2003), The Matrix Revolutions (2003), Collateral (2004), Madagascar (2005-2012), Bad Moms (2016) e Girls Trip (2017). In televisione ha recitato in Hawthorne (2009-2011) e Gotham (2014-2016).
Jada Pinkett Smith ha iniziato la sua carriera musicale nel 2002, quando ha contribuito a creare la band heavy metal, Wicked Wisdom, per la quale era una cantante e cantautrice. Insieme a suo marito Will Smith e a James Lassiter ha una compagnia di produzione, la Overbrook Entertainment. Ha anche scritto un libro per bambini, Girls Hold Up This World, che è stato pubblicato nel 2004.

## Biografia
Nata a Baltimora, nel Maryland, Jada Pinkett Smith prende il nome dall'attrice di soap opera preferita di sua madre, Jada Rowland. Pinkett Smith è di origine giamaicana e delle Barbados da parte di sua madre e di origine afroamericana da parte di suo padre. I suoi genitori sono Adrienne Banfield-Jones, la capo infermiera di una clinica nel centro di Baltimora, e Robsol Pinkett, Jr., che gestiva una società di costruzioni. Banfield-Jones, che durante gli anni 2010 divenne Adrienne Banfield-Norris, rimase incinta al liceo; la coppia si è sposata ma ha divorziato dopo diversi mesi. Banfield-Jones ha allevato Jada con l'aiuto di sua madre, Marion Martin Banfield, un'assistente sociale. Quest'ultima notò la passione di sua nipote per le arti dello spettacolo e la iscrisse alle lezioni di piano, tip tap e danza.
Jada Pinkett Smith ha frequentato la Baltimore School for the Arts, dove ha incontrato e stretto una forte amicizia con il leggendario rapper Tupac Shakur, all'epoca suo compagno di classe. Quando lo incontrò era una spacciatrice. Si è laureata in danza e teatro nel 1989.

### Carriera

#### Attrice

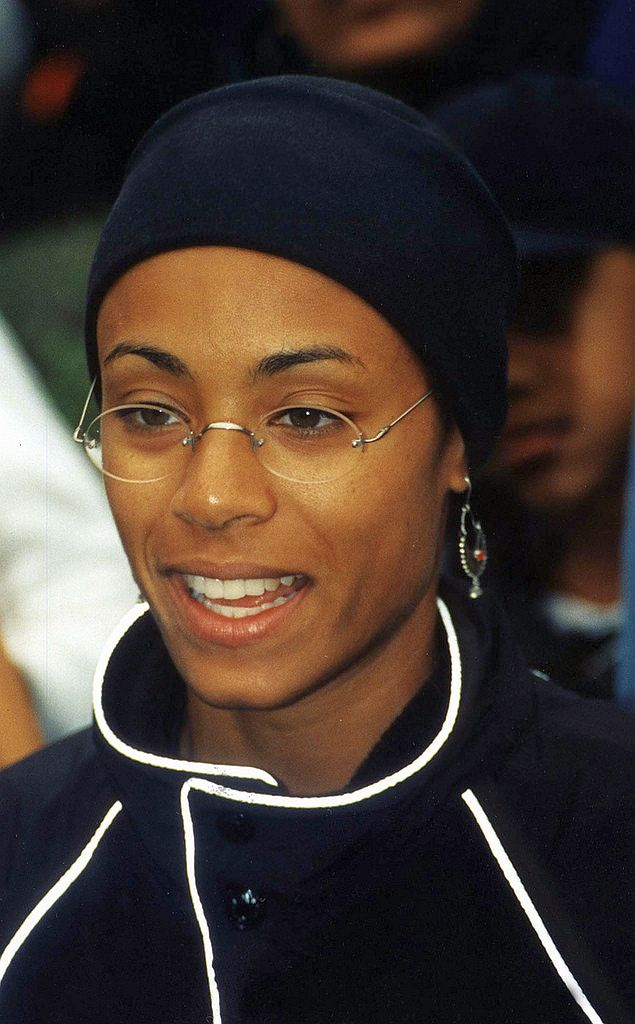
Jada Pinkett Smith nel 1998

Dopo aver partecipato a un episodio della serie 21 Jump Street, inizia a lavorare costantemente nella sit-com Tutti al college, spin-off dei Robinson, dove interpretava Lena James. Il suo debutto cinematografico avviene nel 1993 nel film Nella giungla di cemento. Nel 1996 lavora al fianco di Eddie Murphy in Il professore matto, mentre l'anno seguente recita nell'horror Scream 2.
Nel dicembre del 1997, dopo due anni di fidanzamento, sposa l'attore Will Smith, acquisendone il cognome. Dopo essere diventata mamma di Jaden Christopher Syre, nel 1998 torna a lavorare nel film Il tempo di decidere, a cui seguono Bamboozled di Spike Lee e Alì, dove recita al fianco del marito. Nel 2003 partecipa agli ultimi due capitoli della trilogia dei fratelli Wachowski, Matrix Reloaded e Matrix Revolutions, dove interpreta Niobe, inoltre partecipa anche al videogioco tratto dalla saga, Enter the Matrix.
Nel 2004 recita in Collateral di Michael Mann, presta la voce all'ippopotamo Gloria in Madagascar. Nel 2007 recita al fianco di Don Cheadle e Adam Sandler in Reign Over Me di Mike Binder. Nel 2008 fa parte del cast tutto al femminile di The Women, remake del film del 1939 di George Cukor Donne, inoltre appare nel videoclip Superwoman di Alicia Keys. Sempre nel 2008 debutta alla regia con il film drammatico The Human Contract, di cui è anche interprete e sceneggiatrice.
Dal 2009 al 2011 è protagonista della serie televisiva della TNT Hawthorne - Angeli in corsia, dove interpreta la capo infermiera Christina Hawthorne. Nel 2014 prende parte alla serie televisiva Gotham, interpretando una delle protagoniste, la criminale Fish Mooney. È tornata, ricorrentemente, nella seconda e terza stagione.
Nel 2015 ha recitato nel film Magic Mike XXL, nel ruolo di manager di un club di spogliarellisti, al fianco di Channing Tatum e Joe Manganiello. Ha recitato con Mila Kunis, Kristen Bell e Christina Applegate nella commedia Bad Moms - Mamme molto cattive, come assistente di un'associazione di genitori-insegnanti prepotente. Ha ricevuto recensioni contrastanti da parte della critica, che ha elogiato il cast e l'umorismo, anche se non ha ritenuto di poter "sfruttare appieno le sue risorse".
Pinkett Smith ha poi assunto il ruolo di infermiera e mamma tesa nella commedia Il viaggio delle ragazze, al fianco di Regina Hall, Queen Latifah e Tiffany Haddish. Il film è stato scelto dalla rivista Time come uno dei suoi primi dieci film del 2017.
A partire da maggio 2018, Jada Pinkett Smith ha ospitato il talk show di Facebook, Red Table Talk, che presenta sua madre e sua figlia e si concentra su una vasta gamma di argomenti, che vengono guardati da tre diverse prospettive. In una recensione positiva, USA Today ha elogiato la serie per i suoi ospiti e argomenti senza esclusione di colpi. Nel 2019 prende parte al film Attacco al potere 3 - Angel Has Fallen interpretando una poliziotta dell'FBI. Nel 2021 riprende il ruolo di Niobe nel quarto capitolo di Matrix, Matrix Resurrections.

#### Cantante
Dal 2004 è la voce della band nu metal Wicked Wisdom. Dopo un primo album passato inosservato, nel 2006 la band ha inciso l'album che porta il suo nome. La band si era già fatta conoscere nell'estate del 2005, quando si sono esibiti al Ozzfest. Dopo la pubblicazione dell'album si sono esibiti al Download Festival.

## Vita privata

### Famiglia

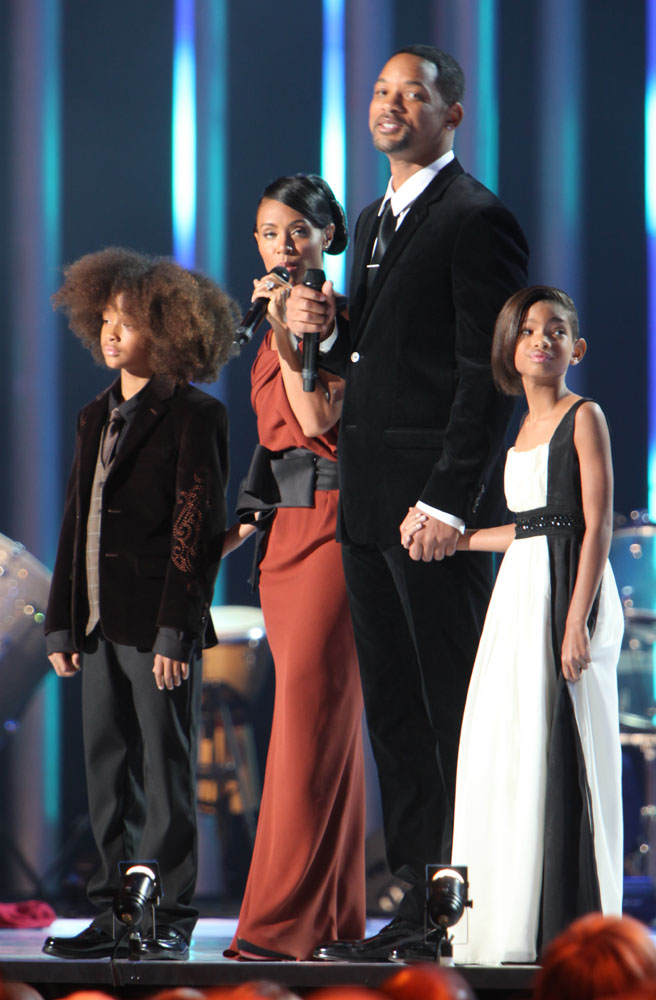
Jada Pinkett col marito e i suoi figli al concerto per il Premio Nobel per la pace 2009

Nel 1997, dopo due anni di fidanzamento, Pinkett ha sposato l'attore e rapper Will Smith. La coppia ha due figli, Jaden (1998) e Willow (2000). Inoltre è matrigna di Trey Smith, figlio che il marito ha avuto dal precedente matrimonio. Assieme al coniuge, ha fondato la Will and Jada Foundation, che raccoglie soldi per l'educazione e l'aiuto dei bambini delle famiglie meno abbienti.
Nel luglio 2020 la coppia ha rivelato di aver vissuto un breve periodo di separazione. L'attrice ha ammesso di aver avuto nello stesso periodo una relazione con il cantante August Alsina, amico di suo figlio Jaden.

## Filmografia

### Attrice

#### Cinema
- Nella giungla di cemento (Menace II Society), regia di Albert e Allen Hughes (1993)
- Amicizie pericolose (Jason's Lyric), regia di Doug McHenry (1994)
- Detective Shame: indagine ad alto rischio (A Low Down Dirty Shame), regia di Keenen Ivory Wayans (1994)
- Il cavaliere del male (Tales from the Crypt: Demon Knight), regia di Ernest Dickerson (1995)
- Il professore matto (The Nutty Professor), regia di Tom Shadyac (1996)
- Set It Off - Farsi notare (Set It Off), regia di F. Gary Gray (1996)
- Scream 2, regia di Wes Craven (1997)
- Appuntamento a Brooklyn (Woo), regia di Daisy von Scherler Mayer (1998)
- Il tempo di decidere (Return to Paradise), regia di Joseph Ruben (1998)
- Bamboozled, regia di Spike Lee (2000)
- Venga il tuo regno (Kingdom Come), regia di Doug McHenry (2001)
- Alì, regia di Michael Mann (2001)
- Matrix Reloaded (The Matrix Reloaded), regia di Andy e Larry Wachowski (2003)
- Matrix Revolutions (The Matrix Revolutions), regia di Andy e Larry Wachowski (2003)
- Collateral, regia di Michael Mann (2004)
- Reign Over Me, regia di Mike Binder (2007)
- The Women, regia di Diane English (2008)
- The Human Contract, regia di Jada Pinkett Smith (2008)
- Men in Black 3, regia di Barry Sonnenfeld (2012) - non accreditata
- Magic Mike XXL, regia di Gregory Jacobs (2015)
- Bad Moms - Mamme molto cattive (Bad Moms), regia di Jon Lucas e Scott Moore (2016)
- Il viaggio delle ragazze (Girls Trip), regia di Malcolm D. Lee (2017)
- Attacco al potere 3 - Angel Has Fallen (Angel Has Fallen), regia di Ric Roman Waugh (2019)
- Matrix Resurrections (The Matrix Resurrections), regia di Lana Wachowski (2021)

#### Televisione
- Una famiglia tutto pepe (True Colors) - serie TV, episodio 1x06 (1990)
- Doogie Howser (Doogie Howser, M.D.) - serie TV, episodio 2x16 (1991)
- 21 Jump Street - serie TV, episodio 5x21 (1991)
- Tutti al college (A Different World) - serie TV, 42 episodi (1991-1993)
- Tre vite allo specchio (If These Walls Could Talk), regia di Cher e Nancy Savoca - film TV (1996)
- Ellen - serie TV, episodio 5x19 (1998)
- Hawthorne - Angeli in corsia (Hawthorne) - serie TV, 30 episodi (2009-2011)
- Gotham - serie TV, 25 episodi (2014-2017)
- The Equalizer - serie tv, episodio 2x10
- Regina Cleopatra - miniserie TV, 4 episodi (2023)

Web show
- Red Table Talk - programma TV, 129 episodi (2018- in corso)

### Doppiatrice
- Princess Mononoke (Mononoke-hime), regia di Hayao Miyazaki (1997)
- Madagascar, regia di Eric Darnell e Tom McGrath (2005)
- Madagascar 2 (Madagascar: Escape 2 Africa), regia di Eric Darnell e Tom McGrath (2008)
- Madagascar 3 - Ricercati in Europa (Madagascar 3: Europe's Most Wanted), regia di Eric Darnell e Conrad Vernon (2012)

### Regista
- The Human Contract (2008)

### Produttrice
- The Karate Kid - La leggenda continua (The Karate Kid), regia di Harald Zwart (2010)
- Annie - La felicità è contagiosa (Annie), regia di Will Gluck (2014)
- Charm City Kings, regia di Ángel Manuel Soto (2020)
- Life in a Year, regia di Mitja Okorn (2020)
- Una famiglia vincente - King Richard (King Richard), regia di Reinaldo Marcus Green (2021)
- Regina Cleopatra - miniserie TV, 4 episodi (2023)

## Doppiatrici italiane
Nelle versioni in italiano delle opere in cui ha recitato, Jada Pinkett Smith è stata doppiata da:
- Chiara Colizzi in Matrix Reloaded, Matrix Revolutions, Gotham, Matrix Resurrections
- Claudia Catani in Set It Off - Farsi notare, Alì, Attacco al potere 3 - Angel Has Fallen
- Roberta Pellini in Il cavaliere del male, Collateral
- Laura Romano in The Women, Magic Mike XXL
- Giuppy Izzo in Nella giungla di cemento
- Laura Boccanera in Il professore matto
- Alessandra Grado in Scream 2
- Monica Ward in Bamboozled
- Rossella Acerbo in Reign Over Me
- Cristiana Lionello in Hawthorne - Angeli in corsia
- Jasmine Laurenti in Bad Moms - Mamme molto cattive
- Emanuela Baroni in Il viaggio delle ragazze
- Stella Musy in The Equalizer

Da doppiatrice è sostituita da:
- Chiara Colizzi in Madagascar 2, Madagascar 3 - Ricercati in Europa
- Michelle Hunziker in Madagascar